# Margret Skuballa
Margret Skuballa (* 7. Oktober 1987 in Hamburg) ist eine ehemalige deutsche Basketballnationalspielerin.

## Verein
Skuballa begann das Basketballspielen beim SV Lurup (BG Hamburg West), wechselte aber bereits als Jugendspielerin zum SC Rist Wedel und spielte dort zunächst in der 1. Damen-Basketball-Bundesliga, dann in der 2. Damen-Basketball-Bundesliga. Zur Saison 2005/06 wechselte sie gemeinsam mit Anna Görg von Wedel zur BG Dorsten in die Bundesliga, wo ihr ehemaliger Wedeler Trainer Marc Köpp tätig war. Als die BG Dorsten Ende 2006 die Lizenz zur Damen-Basketball-Bundesliga zurückgab und die Profi-Damenmannschaft zurückzog, wechselte die 1,86 Meter lange Skuballa zur Saison 2007/08 zusammen mit ihrer Dorstener Kollegin Natalie Gohrke zum BC Marburg. In Marburg war Skuballa sieben Jahre lang Leistungsträgerin. In der Saison 2010/11 wurde sie von eurobasket.com zur besten deutschen Spielerin der Bundesliga gekürt, nachdem sie in 29 Spielen Mittelwerte von 13,9 Punkten und 5,3 Rebounds erreicht hatte.
Nachdem sie in der Saison 2013/14 mit 16,2 Punkten pro Partie beste Marburger Korbschützin gewesen war, wechselte Skuballa in der Sommerpause 2014 vom BC Marburg nach Frankreich zum dortigen Erstligisten Nantes Rezé Basket. In 28 Spielen der französischen Liga verbuchte sie im Schnitt 10,5 Punkte. Ein Jahr später unterschrieb sie einen Vertrag beim deutschen Erstligisten BG '89 Rotenburg/Scheeßel. Die 14,2 Punkte, die Skuballa im Spieljahr 2015/16 im Schnitt pro Partie für die Niedersächsinnen in der Bundesliga erzielte, waren der mannschaftsintern zweithöchste Wert in dieser Saison.
Nach einem Jahr in Rotenburg/Scheeßel wurde sie im August 2016 abermals von Nantes unter Vertrag genommen. In der Saison 2016/17 gehörte sie mit einem Punkteschnitt von 14 je Begegnung und 7,6 Rebounds pro Partie erneut zu Nantes’ Führungsspielerinnen. Im Spieljahr 2017/18 wurde Skuballa vom Verletzungspech heimgesucht. Wegen einer Fußverletzung musste sie die Saison nach sechs Ligaeinsätzen (mit einem Mittelwert von 13,2 Punkten je Spiel) im Dezember 2017 beenden und sich einer Operation unterziehen.

## Nationalmannschaft
Skuballa war Jugendnationalspielerin in den Jugendnationalmannschaften von der U16 bis zur U20. Bei der U20-Europameisterschaft im Jahre 2007 in Sofia war sie herausragende Spielerin der deutschen Auswahl (19,2 Punkte und 7,8 Rebounds im Schnitt) und wurde von Bundestrainer Imre Szittya in den Kader der A-Nationalmannschaft berufen.
Ihr erstes A-Länderspiel bestritt sie im Rahmen der EM-Vorbereitung am 22. August 2007 in Gdynia gegen Gastgeber Polen (47:70-Niederlage). Sie war Spielerin der deutschen Nationalmannschaft bei der Europameisterschaft 2007 in Chieti (Italien).
2008 wurde Skuballa erneut in die Nationalmannschaft berufen. Sie kurierte aber erst eine Verletzung aus der Vorsaison aus und konnte daher die Vorbereitung zur Europameisterschaftsqualifikation nicht wahrnehmen und stieß zum ersten Europameisterschaftqualifikationsspiel zur Mannschaft. Bis 2016 bestritt sie 76 A-Länderspiele.

## Erfolge
Skuballa wurde mit Rist Wedel Deutscher Meister der U16 (unter 16-jährigen) und U18, erreichte in der U18-Nationalmannschaft den sechsten Platz bei der Europameisterschaft 2006 und mit der deutschen Basketballnationalmannschaft den achten Platz bei der Europameisterschaft 2007. Die Internetseite eurobasket.com wählte Skuballa zur Bundesliga-Spielerin mit der größten persönlichen Entwicklung der Spielzeit 2007/08.
Jeweils den dritten Platz belegte Skuballa mit dem BC Marburg in der deutschen Meisterschaft der Saison 2009/10 sowie im Pokalwettbewerb der Saison 2010/11.